# 郭现生
郭现生（1962年—），河南林州人，汉族，中华人民共和国政治人物、第十二届全国人民代表大会河南地区代表。
毕业于中国人民大学工商管理专业。加入中国共产党。2013年，担任全国人大代表。
现任林州重机集团董事局主席
1992年至今,郭现生先生多次被林州市、安阳市、河南省有关部门授予“优秀乡镇企业家”、“优秀民营企业家”、“先进厂长(经理)”、“先进工作者”、“先进个人”等荣誉称号。
2003年10月,河南省煤炭学会质量技术监督专业委员会聘任郭现生先生为“河南省煤炭学会第一届质量技术监督专业委员会委员”。
2004年4月,被中国煤炭物资流通协会聘请为“中国煤炭物资流通协会支护分会副会长”。2004年12月,被安阳市人民政府表彰为“安阳市希望工程功勋奖”。
2006年1月,被中共林州市委、林州市人民政府评选为“优秀中国特色社会主义事业建设者”。
2007年7月,被林州市工商业联合会、林州市新闻中心等单位评选为“林州市十大经济新闻人物”。[1]